# 広島原爆で被爆したロシア人
広島原爆で被爆したロシア人（ひろしまげんばくでひばくしたロシアじん）では、1945年8月6日広島市への原子爆弾投下で被爆したロシア人について述べる。
資料の絶対数が少ないため、全容はわかっていない。わかっているだけでも6家族13人が被爆、うち1945年秋までに5人が亡くなっている。

## 沿革
1917年ロシア革命で敗れソビエト政権に反対した白系ロシア人は祖国を去り国外へ亡命した。その中には日本に亡命し各地に定住したものもいた。1925年日ソ基本条約が締結すると、彼らは「無国籍」となりそのまま日本に定住したものと海外へ移住しその地で国籍を取得したものに分かれた。1930年時点で、兵庫県と神奈川県を中心に1,666人いた。
1945年8月6日、原爆により白系ロシア人6家族13人が被爆したことがわかっている。即死を免れた9人は終戦後すぐ帝釈峡の旅館に強制的に移された。同様にイエズス会神父も移されており、軍部の騒乱を恐れて広島警察が移動指示をだしたという。秋まで滞在し、そして神戸と東京へそれぞれ向かいそのまま定住、あるいはそこからアメリカやオーストラリアへ移住している。
日本において初めて公的にその存在が明らかになったのは、1970年ポール・ボルゼンスキーが原爆死没者名簿に記帳された時である。ただ神戸異人館パラスティン邸家主フョードル・パラシューチンは唯一被爆者健康手帳を持っていたため、公的な手続き上での被爆者認定はパラシューチンの方が先である可能性がある。
一方でソビエト政府は、広島・長崎原爆を非難しそして学校教育でも積極的にその惨劇を教えていたものの、被爆者の中に白系ロシア人がいたということは、彼らが反ソ連という立場であったため全く無視されていた。1980年代後半からのペレストロイカ以降、白系ロシア人亡命者の研究が始まり、2002年ロシア科学アカデミー東洋学研究所の機関誌に青山学院大学ピョートル・ポダルコの”ロシア人の被爆者”という論文が掲載され、初めてロシア国内でその存在が公表された。
なお、公的に被爆者として認定されているのは2009年現在で4人だけである。2015年、所在がわかっている最後の人物が亡くなり、ロシア人被爆者は全員亡くなったと考えられている。

## 被爆者
以下、わかっている情報のみ。
| 被爆者 | 被爆場所                                               | 詳細 |
| --- | ------------------------------------------------------ | --- |
| ロバノフ家 - パーヴェル・ロバノフ (露: Павел Лобанов) - 名前不明 - 名前不明 - 名前不明 | ロバノフ洋服店 - 研屋町、現・紙屋町 - 爆心地から約400m | - 5人家族。研屋町でロバノフ洋服店を営んでいた。家族の名前は2人分しかわかっていない。 - 当初は一家4人被爆死とされていたが、のちに被爆後に長男と再会したという人物が現れ、その長男が「両親は原爆で亡くなった」と話していたことがわかった。 - なお生き残った3人の子どものうち2人は被爆者でその後の足取りは不明。セリギ・ロバノフ1人だけ1936年袋町小学校卒業後にハルビンに渡ったため被爆からは逃れ、戦後ニューヨークに渡ったという。                                                           |
| ポール・ボルゼンスキー (露: Поль Бордзенский) | 自宅 - 上柳町、現・橋本町                              | - 元白軍陸軍大佐。 - 当時広島で移動ロシアパン屋をしており、白い髭が特徴的な人物だった。 - 被爆後、同年秋から神戸のドイツ系病院に入院し、同1945年10月死去。記録上では8月6日に被爆死したものとされていたが、その後の調査で神戸で死去したことが判明した。 |
| ウラジーミル・イリーン (露: Владимир Ильин) | 不明                                                   | - 元白軍兵士。 - 来日後、神戸のモロゾフに勤めていた。広島に移った時期は不明。 - 被爆後、モロゾフで再び働き、結婚後オーストラリアへ渡り1960年代に死去。 |
| パラシューチン夫妻 - フョードル・パラシューチン (露: Фёдор Парашетин) - アレクサンドラ・パラシューチン (露: Александра Парашетин)                                                                                               | 自宅 - 京橋町 - 爆心地から1.5km                        | - フョードルは元白軍将校。 - ハルビン経由で1927年に来日、広島で洋服店「ロシア商店」を営んでいた。 - 被爆時、自宅の下敷きになったものの脱出し、火災を逃れるため近くの川（京橋川あるいは猿猴川）で約7時間ほど過ごした。 - 同年秋から神戸に移り貿易業を始めた。この神戸での邸宅が異人館「パラスティン邸」である。 - ソ連に一人娘を残していたが、無国籍であったためしばらく会うことは出来なかった。1982年に対面を果たした。 - 1980年アレクサンドラは神戸で死去、1984年フョードルは神戸で死去。 |
| パルチコフ一家4人 - セルゲイ・パルチコフ (露: Сергей Пальчиков) - アレクサンドラ・パルチコフ (露: Александра Пальчиков) - カレリア・パルチコフ（ドレイゴ） (露: Калерия Пальчиков) - デビッド・パルチコフ (露: Давид Пальчиков) | 自宅 - 牛田旭 - 爆心地から約2.5km                      | - 詳細はセルゲイ・パルチコフ参照。 |
| コンスタンチン・バルコフスキー (露: Константин Барковский) |                                                        | - ヴァイオリニスト。 - ロシア革命で片足を失っている。 - 亡命後両親とともにウラジオストクから来日。 - 元々広島には住んでおらず、被爆後にパルチコフ家族ら友人を尋ね、以降一緒に行動したことから、入市被爆したと考えられている。 - その後アメリカに渡り1980年代にサンフランシスコで死去。 |

うち、公的に被爆者として認定されているのは4人
- フョードル・パラシューチン - 唯一、被爆者健康手帳を持つ[5]。喉頭癌の手術を何度か受けている[8]。
- ポール・ボルゼンスキー - 1970年原爆死没者名簿に登録。ボルゼンスキーが住んでいた所の日本人家主が申請した[5]。
- セルゲイとアレクサンドラ・パルチコフ夫婦 - 1986年名簿登録。娘のカレリア・ドレイゴが申請した[5][7]。

## 遺品
イコン
神戸ハリストス正教会にある、パラシューチン夫妻が残したイコンのリーザ（真鍮製のイコンの覆い）。リーザのみが残りイコンそのものは残っていないが、メディアでは被爆イコンとして扱われている。13cm×10cmのものが2つ、1つはキリスト（ハリストス）、もう一つが幼子を抱く生神女マリアで、2つともイコンの部分が焼け落ち真鍮に焦げ跡も残る。
パラシューチン夫妻は被爆後に家に戻ると焼け跡からリーザを発見し、二人はイコンが自分たちの代わりとなって守ってくれたと強く感じたという。
ヴァイオリン
広島女学院が所蔵する、セルゲイ・パルチコフが愛用した被爆ヴァイオリン。亡命、被爆、渡米とセルゲイのそばにあり、死後は娘のカレリアが所有しており、1986年広島女学院100周年記念の際に寄贈された。壊れたまま展示されていたが、2012年に修復されている。